# Fredeluga de l'Índia
La Fredeluga de l'Índia (Vanellus malabaricus) és una fredeluga (gènere Vanellus) endèmica del subcontinent indi. Es troba principalment a les planes seques de l'Índia peninsular, té un crit agut i és capaç de volar ràpidament. Encara que no migra, se sap que aquests ocells fan moviments estacionals en resposta a les pluges. Són de color marró gris apagat amb un casquet negre, potes grogues i una barba triangular a la base del bec. Com altres fredelugues i caràdrids, són ocells terrícoles i el seu niu és una mera col·lecció de còdols diminuts dins dels quals ponen els ous ben camuflats. Els pollets són nidífugs, deixen el niu poc després de l'eclosió i segueixen els seus pares per buscar menjar.

## Taxonomia
L'intel·lectual francès Georges-Louis Leclerc, comte de Buffon, va descriure la Fredeluga de l'Índia a la seva Histoire Naturelle des Oiseaux del 1781. L'ocell també va ser il·lustrat en una planxa pintada a mà gravada per François-Nicolas Martinet a les Planches Enluminées D'Histoire Naturelle . Aquesta planxa va ser produïda sota la supervisió d’Edme-Louis Daubenton per acompanyar el text de Buffon. Ni la llegenda de la placa ni la descripció de Buffon incloïen un nom científic, però el 1783 el naturalista holandès Pieter Boddaert va encunyar el nom binomial Charadrius malabaricus al seu catàleg de Planches Enluminées. Se la localitza a la Costa Malabar al sud-oest de l'Índia. El gènere actual Vanellus va ser creat pel zoòleg francès Mathurin Jacques Brisson l'any 1760. Vanellus és el nom llatí medieval per a “fredeluga”. És un diminutiu del llatí vanus que significa “ventall” o “vano”. L'espècie és monotípica.

## Descripció

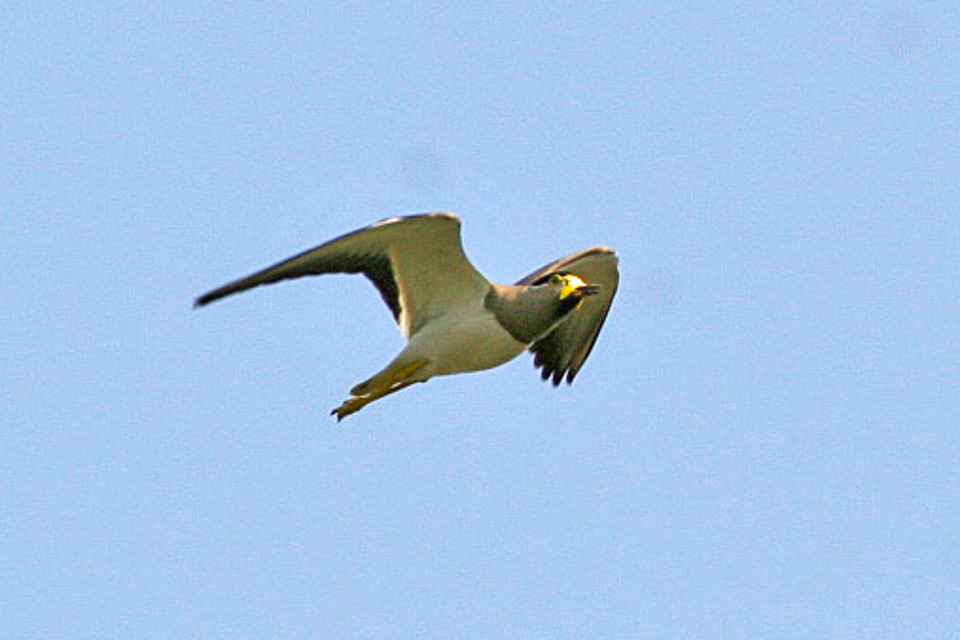
Fredeluga de l'Índia en vol

Es tracta d'ocells conspicus i inconfusibles que es troben en hàbitats pedregosos secs i pastures obertes o matolls.
Són limícoles de mida mitjana de color marró pàl·lid amb una corona negra que està separada del marró del coll per una banda blanca estreta i presenta uns grans banyons facials grocs. La barbeta i la gola són negres, el coll marró i la part superior del pit està separada del ventre blanc per una estreta línia negra. La cua té una banda negra subterminal que no s'estén cap a les plomes exteriors de la cua. Hi ha una banda alar blanca a la meitat interior de l'ala.
El bec és groc a la base. Tenen uns minúsculs esperons carpians grocs. Les plomes de la corona es poden aixecar lleugerament durant el festeig.
Són majoritàriament sedentaris, però les poblacions fan moviments de llarga distància com a resposta als monsons. Són visitants ocasionals de la vall de Katmandú al Nepal i se'n va veure un de divagant a Malàisia.
No hi ha subespècies reconegudes, però hi ha un augment de mida de sud a nord de l'àrea de distribució. La longitud del cos és de 260-280 mm amb una ala de 192-211 mm, el bec fa 23-26 mm, el tars 57-66 mm i la cua amida 71-84 mm.
Els juvenils tenen la corona marró i els sexes són quasi indistingibles, tot i que els mascles tenen ales i tarsos una mica més llargs que les femelles. El crit que emet és agut.
Els noms locals varien amb la llengua, així és zirdi en hindi, chitawa en telugu i jithiri al Rajasthan i Pakistan, pili tatihri en panjabi, laori a Madhya Pradesh, parasna titodi o vagdau titodi en gujarati, pitmukhi titvi en marathi, manjakanni en malayalam, haladi tittibha en kannada, aalkati en tàmil i kiraluwa en cingalès.

## Hàbitat i distribució
Aquesta espècie és comuna a gran part de l'Índia, i es pot observar en una gran varietat d'hàbitats oberts de les terres baixes. Acostuma a veure's en hàbitats més secs que la fredeluga de màscara roja (Vanellus indicus). Se'n troben a la major part de l'Índia, parts del Pakistan, Nepal, Bangla Desh i Sri Lanka. Fan moviments de curta distància com a resposta a la pluja, però no se'n coneix el patró exacte.

Galeria d'imatges
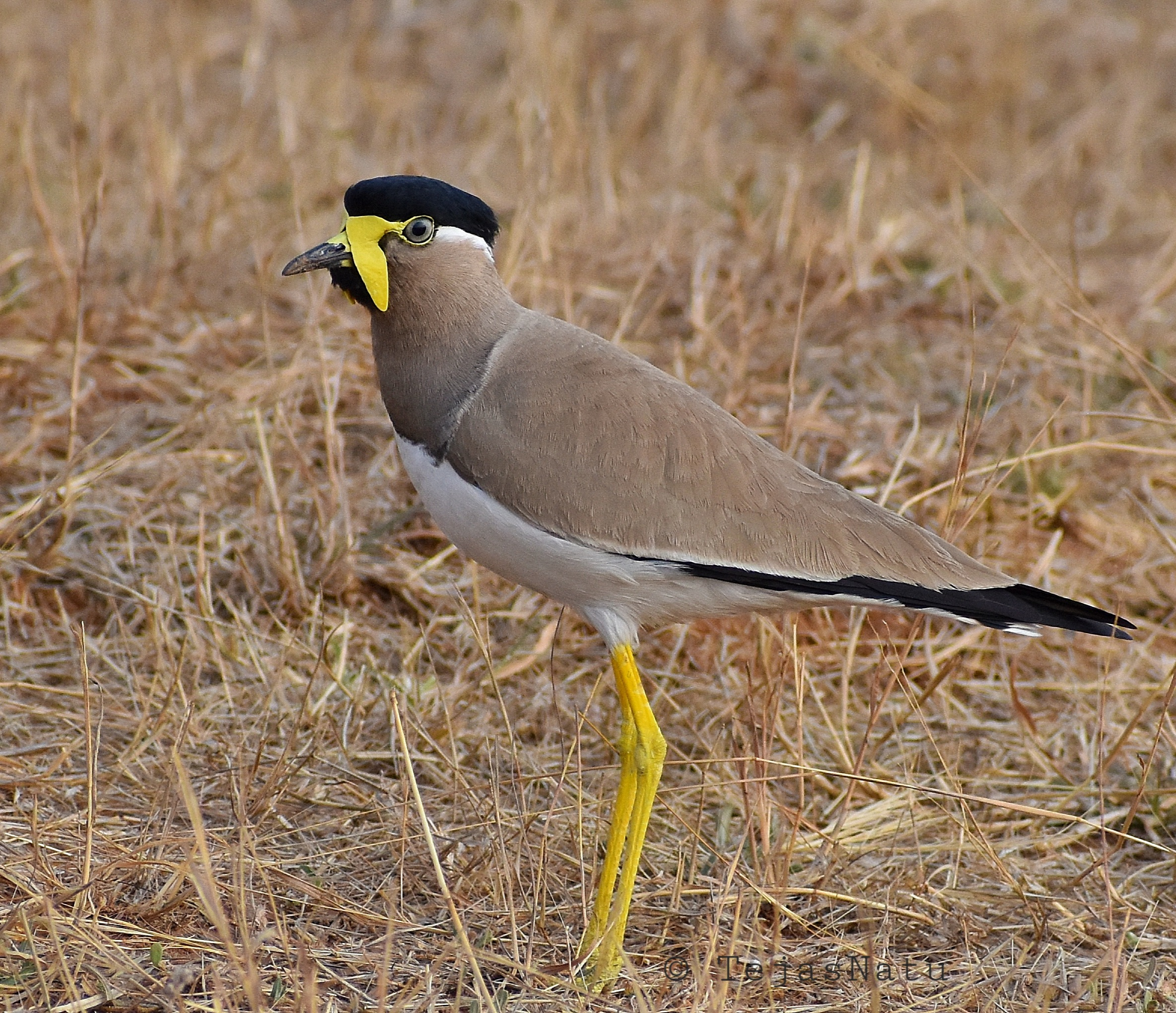
Exemplar adult de Fredeluga de l'Índia
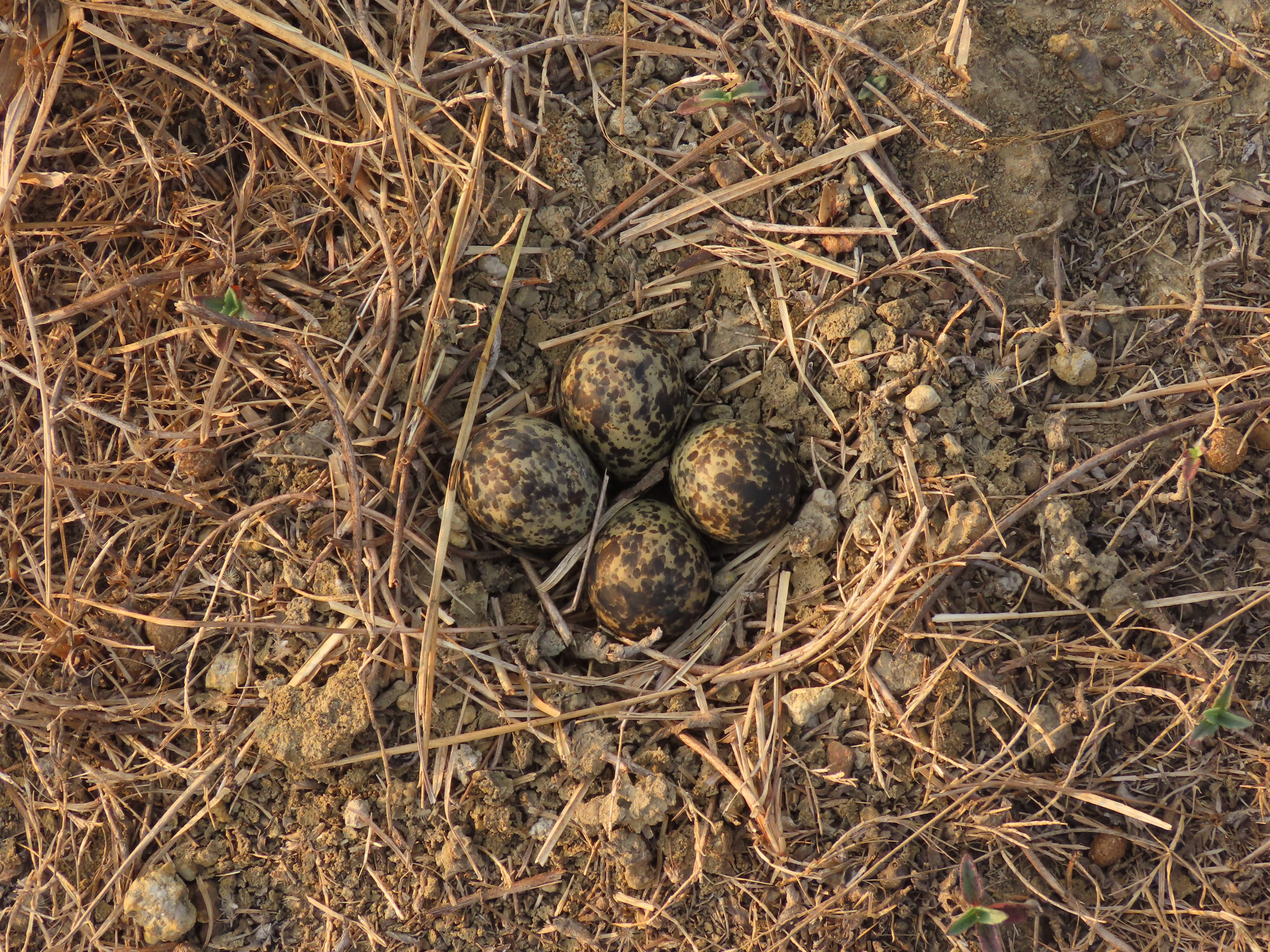
Niu terrer de la Fredeluga de l'ïndia
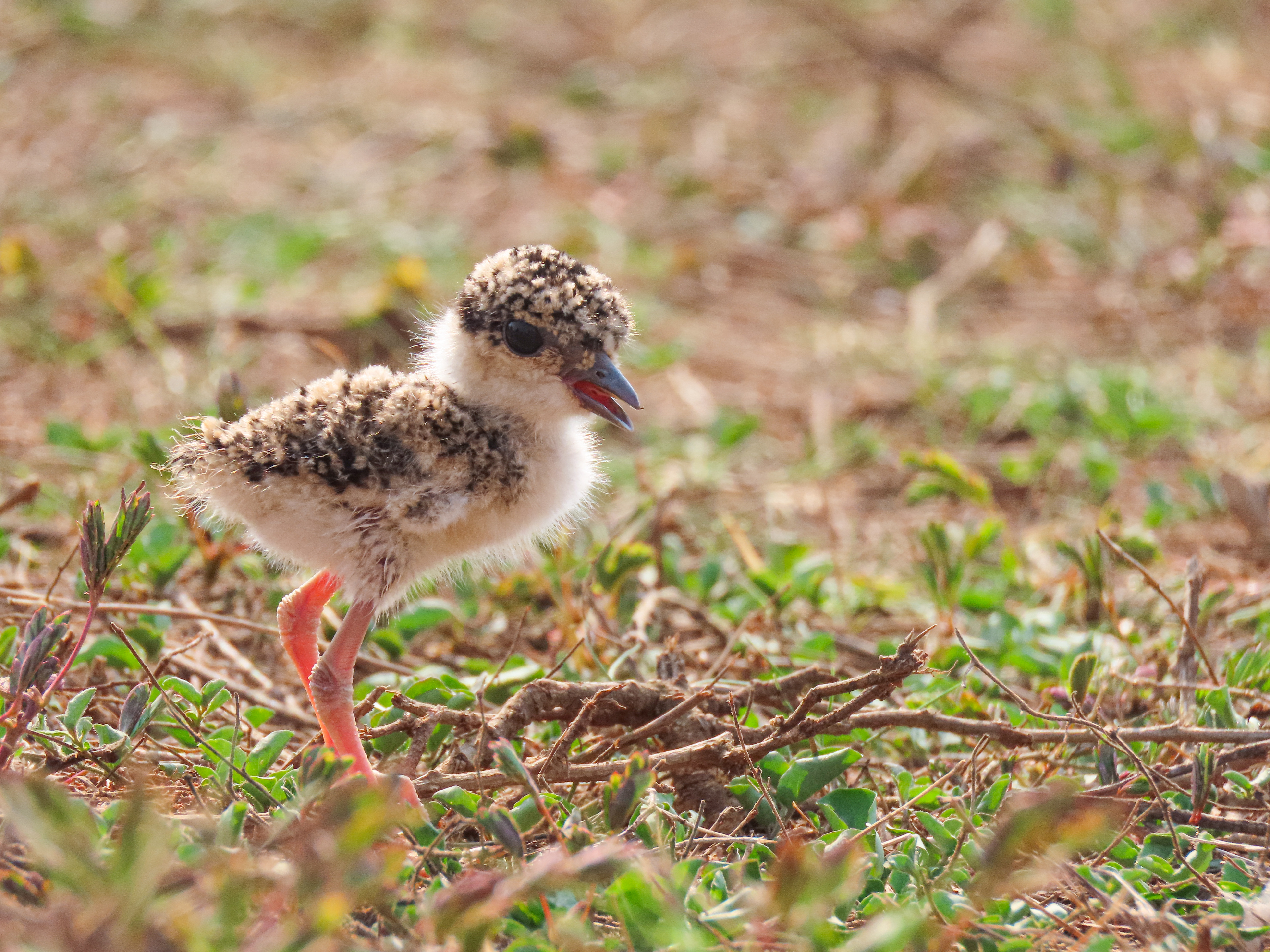
Pollet de Fredeluga de l'Índia
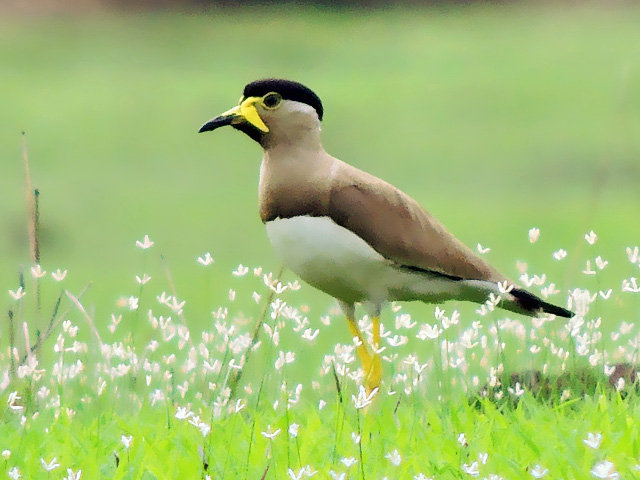
Adult

## Comportament i ecologia
Aquestes fredelugues es reprodueixen a l'estació seca amb un màxim reproductiu de març a maig, abans dels monsons. S'ha estimat que el territori de nidificació, segons la distància als veïns més propers, és d'unes 2,7 hectàrees. Ponen quatre ous en un niu rascat a terra. Ha estat considerada excepcional la troballa d'un niu dins d'un grapat d'herba.
Els pares volen fins a l'aigua i es mullen les plomes del pit, acció coneguda com a “remull del ventre”, ja que poden banyar-se fins a 10 minuts per acumular-hi aigua. Després fan servir aquesta aigua per refredar els ous o els pollets. Els quatre ous solen fer eclosió simultàniament, tot i que es ponen amb una diferència d'uns quants dies. Les cries són nidífugues i resten ben camuflades mentre s'alimenten amb els pares. Els pollets es posen a la gatzoneta a terra i es paralitzen quan els pares emeten un crit d'alarma.
Poden fer una segona posta, especialment quan la primera falla, i s'han vist polls d'una posta anterior juntament amb els progenitors que incubaven una segona posta. S'han observat exhibicions de festeig simultànies entre diverses parelles molt a prop les unes de les altres. En un estudi es va veure que més del 60% dels nius tenien 4 ous mentre que la resta de nius en tenia 3. L'èxit de l'eclosió està al voltant del 27,58% i la pèrdua d'ous es deu a la depredació i a danys al niu. El període d'incubació és de 27 a 30 dies. Quan algú s'acosta als nius, l'ocell que incuba intenta allunyar-se'n per no cridar l'atenció sobre els ous o els pollets.
La fredeluga de l'Índia s'alimenta d'escarabats, tèrmits i altres invertebrats, que recull del sòl. Un ectoparàsit d'aquesta espècie és l'àcar de les plomes Magimelia dolichosikya.

## Altres fonts
- Dhindsa, MS Pavo, 21, 1&2, 1983, pàg. 103–104.
- Jayakar, SD; Spurway, H Newsletter for Birdwatchers, 5, 6, 1965, pàg. 5.
- Jayakar, SD; Spurway, H Newsletter for Birdwatchers, 5, 8, 1965, pàg. 6–7.
- Rao, Janaki Rama; Vikramrka, A.; Chari, N. Comp. Physiol. Ecol., 8, 1983, pàg. 1–4.